# Dejaría todo
Dejaría todo es es título de una canción interpretada por el artista puertorriqueño-estadounidense Chayanne, tomado de su noveno álbum de estudio, Atado a tu amor (1998). La canción fue escrita y producida por el cantautor y músico colombo-estadounidense Estéfano y lanzada como sencillo principal del álbum el 3 de agosto de 1998 bajo el empresa discográfica Sony Discos. De estilo rock balada, la canción detalla todo lo que el cantante es capaz de hacer por su amante. La canción recibió reacciones generalmente positivas de los críticos musicales y figura entre las mejores canciones de Chayanne. Un video musical  de la canción que presenta un escenario oscuro. Comercialmente, encabezó las listas Billboard Hot Latin Tracks y Latin Pop Airplay en los Estados Unidos. La canción fue nominada a canción pop del año en los Premios Lo Nuestro 1999 y como canción del año en el primer Ritmo Latino Music Awards en 1999 y fue reconocida como canción premiada en el Broadcast Music, Inc. (BMI) Latin Awards de 2000. 
"Dejaría Todo" ha sido versionada por el cantante brasileño Leonardo, el cantante puertorriqueño Johnny Ray y la boy band latinoamericana CNCO. Leonardo grabó la versión portuguesa, titulado "Deixaria Tudo", que alcanzó el número dos en Brasil, mientras que la versión de Johnny Ray alcanzó el puesto 15 en Tropical Airplay en Estados Unidos. La interpretación de CNCO se incluyó en su álbum de covers, Déjà Vu (2021). Alcanzó el puesto número cuatro en las listas de pop peruano Monitor Latino.

## Antecedentes y composición
El 6 de febrero de 1998, Chayanne anunció durante el Festival de Viña del Mar de ese año en Chile que comenzaría a grabar un nuevo álbum en junio. Se revelaron más detalles sobre el álbum durante una conferencia de prensa en agosto en el Plaza Hotel en Nueva York incluyendo su nombre, Atado a tu amor, y la fecha de lanzamiento el 29 de septiembre de 1998. Chayanne describió el disco como "en el mismo estilo que he mantenido toda mi carrera. Es música pop, con influencia caribeña, y las baladas románticas. Es para parejas. Es para el amor". Grabado en Puerto Rico y Los Ángeles, presenta composiciones escritas por músicos con los que Chayanne había colaborado antes, incluido Estéfano de Donato & Estéfano. Una de las cuatro canciones que Estéfano escribió para Atado a Tu Amor fue "Dejaría Todo", que también produjo.
"Dejaría Todo" es una balada romántica rock, que, líricamente, aborda todo lo que el cantante es capaz de hacer por su ser amado. Chayanne consideró el tema como uno de sus favoritos en 2016 y afirmó: "Dejaría Todo fue un tema maravilloso. Ya tenía experiencia, había hecho varios tipos de giras, estaba consolidado, tenía reconocimiento masivo, entusiasmo y todo surgió junto con "Dejaría Todo". En 2021, el artista reveló que la canción se inspiró en una relación pasada que tuvo con un ex amante. También se grabó una versión en portugués de la canción, "Deixaria Tudo", para el mercado brasileño con la letra adaptada por Lucas Robles.

## Promoción y recepción
"Dejaría Todo" fue lanzado como sencillo principal de Atado a tu amor en la primera semana de agosto de 1998 por Sony Discos. La grabación original también apareció en su álbum recopilatorio Grandes éxitos (2002). Una versión en vivo del tema se incluyó en los álbumes Vivo (2008) y A solas con Chayanne (2012). Un video musical de la canción fue filmado. Un escritor de Los 40 lo describió como un "escenario claustrofóbico que habla de la tristeza del amor en este video creado por pasillos estrechos, colores oscuros, grandes pilares en los que se mete el cantante y hasta una jaula en la que aparece una modelo".
La crítica de El Norte, Deborah Davis, lo citó como uno de los temas que hacen del álbum "una resurrección exitosa". Joey Guerra del Houston Chronicle la calificó como una "balada bastante agradable con un buen trabajo de guitarra acústica". El crítico de El Nuevo Diario, Edgard Barberna S., la elogió como una "impresionante balada que se mete en la piel como una oración de amor". Eliseo Cardona, quien escribió una reseña más crítica de Atado a tu amor para El Nuevo Herald, consideró que "Dejaría Todo", junto con el tema principal, "destacan en un repertorio banal hecho para la puesta en escena del show en vivo". Un escritor de Clarín lo catalogó como uno de los "15 Grandes Éxitos" del cantante, mientras que un editor de El Debate citó el tema entre las cinco canciones que lo hicieron famoso.
Comercialmente alcanzó el número uno en las listas Billboard Hot Latin Tracks y Latin Pop Airplay en los Estados Unidos. "Dejaría todo" fue el primer sencillo número de Chayanne en la lista Hot Latin Songs en más de seis años desde "El centro de mi corazón" en 1992 y fue la canción pop latina con mejor interpretación del año en los EE. UU. En la 11° Entrega Anual de los Premios Lo Nuestro en 1999, la canción fue nominada en la categoría de Canción Pop del Año, que fue otorgada a la canción de Ricky Martin "La copa de la vida".En el mismo año, en la inauguración de los Ritmo Latino Music Awards, la canción fue nominada Canción del Año, pero perdió ante "Esperanza" (1998) de Enrique Iglesias. Fue reconocida como canción premiada en los BMI Latin Awards 2000.

## Listas
| Listas (1998-1999)               | Máxima posición |
| -------------------------------- | --------------- |
| U.S. Billboard Hot Latin Tracks  | 1               |
| U.S. Billboard Latin Pop Airplay | 1               |

### Listas anuales
| Lista (1999)                     | Máxima posición |
| -------------------------------- | --------------- |
| U.S. Billboard Hot Latin Tracks  | 8               |
| U.S. Billboard Latin Pop Airplay | 1               |

### Sucesión en las listas
| Predecesor: Ciega, sordomuda de Shakira            | U.S. Billboard Hot Latin Tracks — Sencillo N°. 1 (Primera vuelta) 12 de diciembre de 1998 - 25 de diciembre de 1998 | Sucesor: Mi PC de Juan Luis Guerra & su banda 4.40 |
| Predecesor: Mi PC de Juan Luis Guerra & banda 4.40 | U.S. Billboard Hot Latin Tracks — Sencillo N°. 1 (Segunda vuelta) 2 de enero de 1999 - 15 de enero de 1999          | Sucesor: Mi PC de Juan Luis Guerra & banda 4.40    |
| Predecesor: Mi PC de Juan Luis Guerra & banda 4.40 | U.S. Billboard Hot Latin Tracks — Sencillo N°. 1 (Tercera vuelta) 23 de enero de 1999 - 29 de enero de 1999         | Sucesor: Ése de Jerry Rivera                       |

| Predecesor: Ciega, sordomuda de Shakira | U.S. Billboard Latin Pop Airplay — Sencillo N°. 1 12 de diciembre de 1998 - 29 de enero de 1999 | Sucesor: Tú de Shakira |

## Versiones
Lo dejaría todo -  Grupo Flash, Jose Luis Garza.
La versión portuguesa, "Deixaria Tudo", fue versionada por el cantante brasileño Leonardo en su álbum de estudio, Quero Colo (2000), y alcanzó el número dos en Brasil según Billboard. Leonardo lo interpretó en vivo como parte de un popurrí con su hijo y músico Zé Felipe en 2013 que fue grabado para el álbum en vivo 30 Anos (2014). El músico puertorriqueño Johnny Ray grabó una interpretación en salsa para su álbum, Romántico con Salsa (2001). Alcanzó el puesto 15 en la lista Tropical Airplay en los Estados Unidos.
La boy band latinoamericana CNCO incluyó la canción en su álbum de covers Déjà Vu (2021).Cristina Jaleru de the Associated Press elogió la versión de CNCO como un "sonido más vivo" en comparación con la grabación original. La versión de CNCO alcanzó el puesto número cuatro en las listas de pop peruano según Monitor Latino. La banda interpretó la canción en los Premios Lo Nuestro 2021 junto con varias otras canciones del álbum.

## Formatos y listados de canciones
Sencillo promocional brasileño
1. Deixaria Tudó – 4:44
2. Deixaria Tudo (Samba Pra Ti) – 5:08
3. Deixaria Tudo (Samba Pra Festa) – 6:25
4. Deixaria Tudo (Samba Pra Festa) (editar) – 5:06
5. Dejaría Todo – 4:43

Sencillo promocional europeo
1. "Dejaría Todo" – 4:43

Sencillo promocional mexicano
1. Dejaría Todo (remix) – 5:19
2. Dejaría Todo – 4:43